# Ulota germana
Ulota germana är en bladmossart som beskrevs av Mitten 1859. Ulota germana ingår i släktet ulotor, och familjen Orthotrichaceae. Inga underarter finns listade i Catalogue of Life.